# Garth Davis
Garth Davis (ur. 23 września 1974 w Brisbane) – australijski reżyser filmowy i telewizyjny.

## Kariera
Davis rozpoczął karierę filmową jako producent reklam telewizyjnych. W 2005 nagrodzono jego film krótkometrażowy Alice z 2003 podczas australijskiego Flickerfest International Short Film Festival. Za wyreżyserowane przez siebie odcinki serialu Tajemnice Laketop z 2013 Davis otrzymał nominacje do nagród Emmy oraz BAFTA. 
W 2017 film Davisa Lion. Droga do domu z Devem Patelem i Nicole Kidman, zrealizowany w koprodukcji australijsko-amerykańsko-brytyjski został nominowany do Oscara w sześciu kategoriach, w tym dla najlepszego filmu W tym samym roku Amerykańska Gildia Reżyserów Filmowych uhonorowała Davisa nagrodą DGA za najlepsze osiągnięcie reżyserskie w pierwszym filmie fabularnym.